# Гордійчук Володимир Григорович
Володимир Григорович Гордійчук (нар. 10 листопада 1952, село Михалківці, Острозький район, Рівненська область) — радянський і український спортсмен і тренер; Майстер спорту СРСР (1977), Заслужений тренер України (2002).

## Біографія
Народився 10 листопада 1952 року в селі Михалківці, Острозького району, Рівненської області.
У 1985 році закінчив Луцький педагогічний інститут (нині Східноєвропейський національний університет імені Лесі Українки). Займався важкою атлетикою. Був шестиразовим чемпіоном України (1992-1998) і бронзовим призером чемпіонату Європи 1997 року серед ветеранів.
Після закінчення спортивної кар'єри став тренером з важкої атлетики. Тренував свого сина — Миколу Гордійчука; також його вихованцями є Андрій Демчук та Анатолій Мушик. Всі вони були учасниками Олімпійських Ігор — 2000 року (Демчук) і 2004 року (Гордійчук і Мушик).
За 30 років своєї роботи тренером, В. Г. Гордійчук підготував 5 майстрів спорту міжнародного класу, 5 чемпіонів Європи, одного чемпіона світу серед юніорів та 16 майстрів спорту.
На даний час мешкає в Здолбунові. Працює тренером-викладачем з важкої атлетики в КЗ «Обласна школа вищої спортивної майстерності Рівненської обласної ради». Займається громадською діяльністю — є депутатом міської ради сьомого скликання.